# Tractatus super tres sancti Pauli epistolas
Il Tractatus super tres sancti Pauli ad Titum, ad Philemonem et ad Hebraeos Epistolas è un'opera esegetica di Alcuino di York.

## Descrizione e struttura
Alcuino fu autore di tre expositiones su altrettante epistole paoline, quella a Tito, quella a Filemone, e quella agli Ebrei, oltre a una perduta expositio sulla lettera agli Efesini. Il codice di Einsiedeln, Stiftsbibliothek, 182 (Msc. 414; Fol. Nr. 37), riporta tutte e tre le expositiones pervenuteci sotto il titolo unitario di Alchuini tractatus in epistolas ad Titum, Philemonem et Hebraeos.
Nulla si sa delle sue circostanze compositive, anche perché a quest’opera manca una prefazione; la ridotta circolazione di questi commenti fa pensare a un progetto occasionale e non organico.

### Expositio in sancti Pauli epistolam ad Hebraeos
Il primo commentario latino alla Lettera agli Ebrei, incompleto e tramandato come anonimo o attribuito all'opera dell’Ambrosiaster, fu in realtà scritto da Alcuino. In questo commentario, Alcuino enfatizza il ruolo sacerdotale di Gesù, considerato il nuovo Melchisedec, sottolineando la continuità tra il sacerdozio ebraico e quello cristiano. Alcuino suggerisce anche una continuità tra i templi ebraici e le Chiese cristiane, nonché tra i sacrifici dell'Antico Testamento e l’Eucaristia cristiana, dove il pane e il vino vengono trasformati nel corpo e nel sangue di Cristo.
Alcuino fa uso delle Omelie di San Giovanni Crisostomo (nella traduzione di Mutiano) con una certa libertà. Questa prima expositio è contenuta, oltre che nel già citato Einsiedeln, Stiftsbibliothek 18, anche in altri 15 codici.

### Expositio in sancti Pauli epistolam ad Titum
È suddivisa in tre capitoli, in cui viene spiegato l’intero testo.

### Expositio in sancti Pauli epistolam ad Philemonem
Un unico capitolo in cui viene spiegata la lettera di San Paolo a Filemone. 

### Commentatio brevis in quasdam sancti Pauli apostoli sententias
Da quest’opera che contiene i commenti alle tre lettere paoline Alcuino ricavò la Commentatio brevis in quasdam sancti Pauli apostoli sententias: si tratta di brevi esposizioni sui versetti 1Cor 6,18, Eph 5,4, Tit 1,12 e Hebr 6,4-5 ricavate dal commento maggiore. È testimoniata nel solo manoscritto Wien, ÖNB 795.